# Fidele Sandhasen
Die Fidelen Sandhasen e.V. sind eine Kölner Tanzgruppe. Sie ist im Auftrittskarneval und bei Tanzturnieren aktiv und errang mehrfach deutsche Meistertitel.

## Geschichte
Im Jahre 1995 gründete die KG Fidele Sandhasen Oberlar von 1953 e. V (Oberlar ist ein Ortsteil von Troisdorf) ein eigenes Tanzcorps, das TC Fidele Sandhasen. Das Tanzcorps gründete 2010 einen eigenständigen Verein Die Fidele Sandhasen e.V. Der Verein hat rund 300 Mitglieder (Stand 2024) und inzwischen seinen Sitz in Köln. Seit 2016 kooperiert das Tanzcorps mit der Kölner Karnevalsgesellschaft Die Grosse von 1823. Durch diese Kooperation und seitdem der Sitz des Vereins nach Köln verlegt wurde, ist das Tanzcorps Fidele Sandhasen eine „Kölsche Tanzgruppe“. Die KG „Fidele Sandhasen“ Oberlar 1953 e.V. besteht in Troisdorf weiterhin.

## Struktur und Erfolge

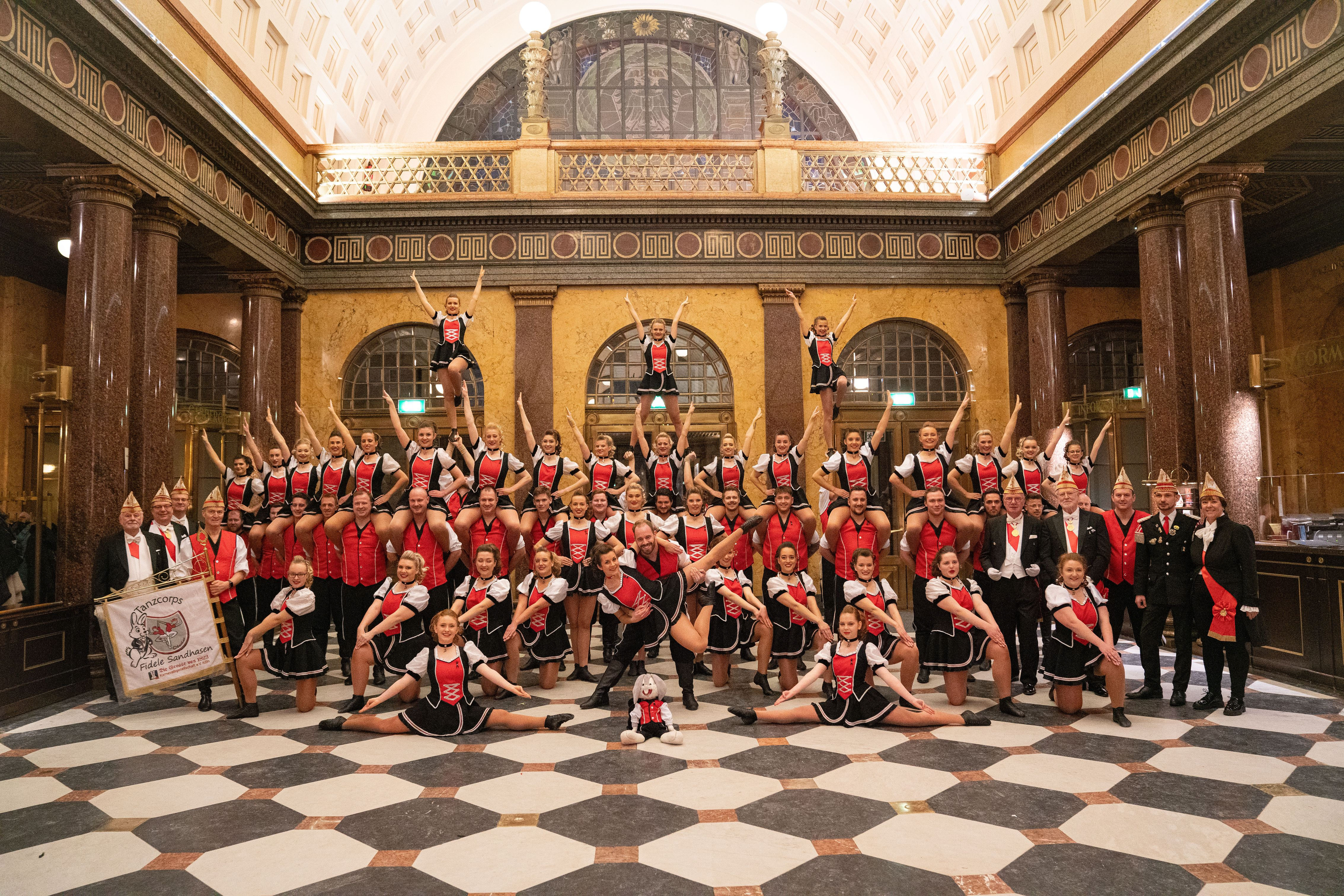
Aktivengarde im Kurhaus Wiesbaden (2023)

Die Tänzerinnen und Tänzer gliedern sich in drei Altersgruppen: die Jugendgarde (6–10 Jahre), die Juniorengarde (12–15 Jahre) sowie die Aktivengarde (ab 15 Jahre).
Das TC Fidele Sandhasen ist ein Verein für karnevalistischen Tanzsport. Seit 1998 wurde das Tanzcorps in der Disziplin „Gemischte Garde“ des Bundes Deutscher Karneval (BDK) 3-mal deutscher Meister, 4-mal deutscher Vize-Meister sowie 11-mal norddeutscher Meister.

### Gemischte Garde (Aktive)
- Deutscher Meister: 2004, 2005, 2009
- Deutscher Vize-Meister: 2001, 2002, 2003, 2012
- 3. Platz bei den Deutschen Meisterschaften: 2008, 2010, 2011

### Tanzpaare

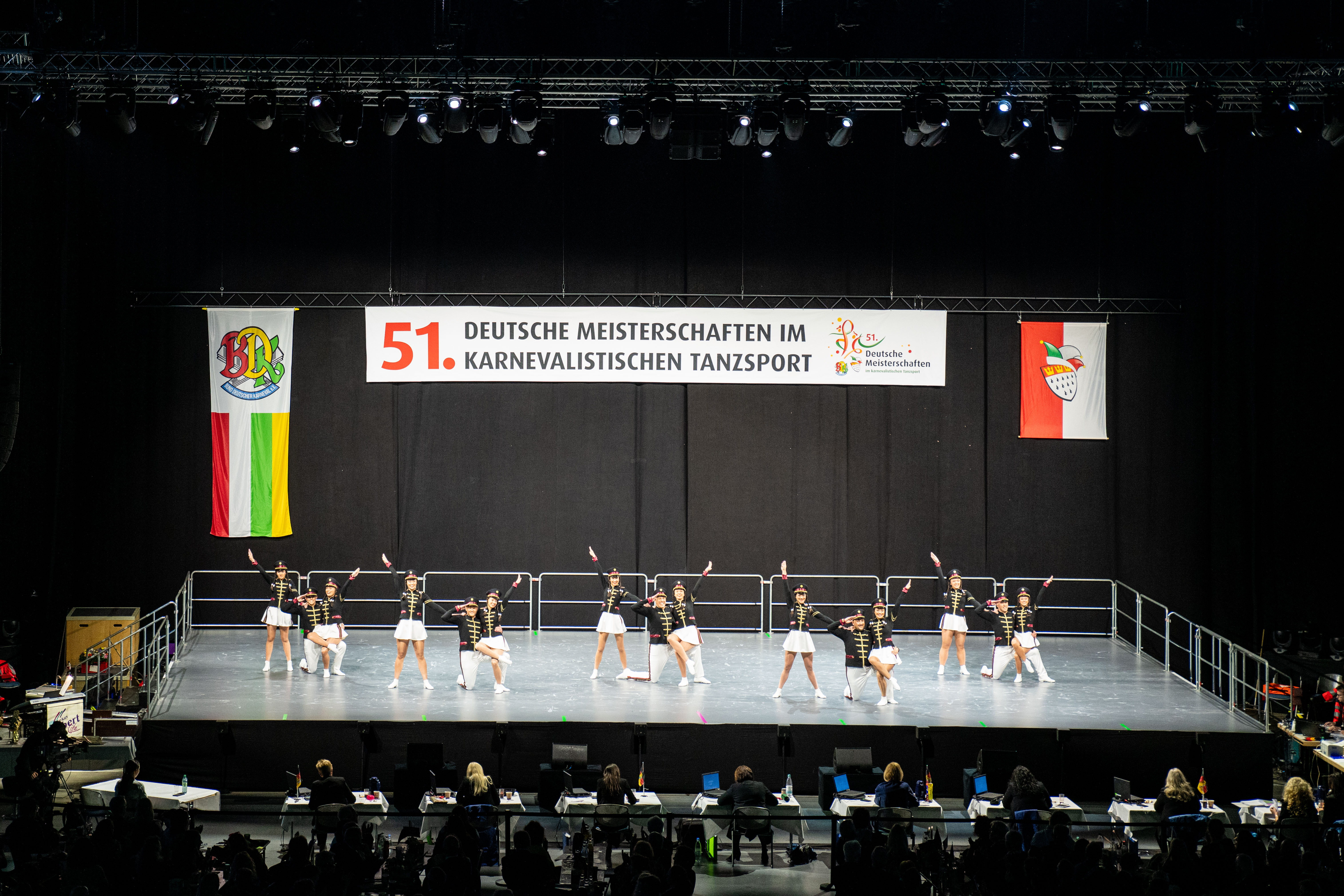
Auftritt bei den 51. Deutschen Meisterschaften des BDK im Gardetanz

- Deutscher Meister (Alina Klein/Christopher Albert): 2002 (Junioren), 2003 (Junioren), 2004 (Junioren), 2008 (Aktive)[7]

## Fernsehauftritte
Neben den Teilnahmen an Turnieren wirkte der Verein in mehreren Fernsehsendungen mit. So war es 2012 gemeinsam mit Lena Meyer-Landrut bei der Prunksitzung von TV total zu sehen. 2017 wirkte das Tanzcorps in der Folge Tanzmariechen der Krimiserie Tatort mit.